# 萊克基維拉 (堪薩斯州)
萊克基維拉（英語：Lake Quivira）是一個位於美國堪薩斯州約翰遜縣和懷恩多特縣的城市。

## 地方資料
根據2020年美國人口普查的數據，萊克基維拉的面積為4.21平方千米，當中陸地面積為3.82平方千米，而水域面積為0.39平方千米。當地共有人口1013人，而人口密度為每平方千米240.62人。